# Zwischbergental
Zwischbergental är en dal i Schweiz. Den ligger i kantonen Valais, i den södra delen av landet.
I omgivningarna runt Zwischbergental växer i huvudsak blandskog och på bergstopparna gräs.